# Wiadomości Polskie
Wiadomości Polskie istniały także podczas I i II wojny światowej, zobacz: Wiadomości Polskie (Cieszyn) i Wiadomości Polskie, Polityczne i Literackie.
Wiadomości Polskie – pismo Wielkiej Emigracji, organ prasowy obozu Hotel Lambert ukazujący się w latach 1854–1861 w Paryżu.
Początkowo przeznaczone głównie dla żołnierzy polskich, którzy walczyli z Rosją w wojnie krymskiej. Wiadomości Polskie były rozsprzedawane w Poznańskiem i docierały przeważnie do kręgów ziemiańskich. Przestały ukazywać się w 1861 roku, kiedy władze pruskie odebrały im debit.
Głosiły program monarchistyczny, popierały Kościół katolicki i papiestwo, atakowały demokratów emigracyjnych i ich koncepcje społeczno-polityczne. Postulowały konieczność pracy organicznej zamiast wdawania się w działalność spiskową, przygotowującą wybuch kolejnego powstania. Stały na stanowisku niepodległościowym, krytykując służalstwo wobec zaborców.
Redaktorami pisma był Feliks Wrotnowski, ksiądz Walerian Kalinka i Julian Klaczko. Współpracownikiem był Konstanty Górski.